# New York State Comptroller

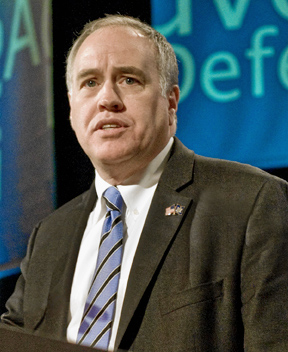
Thomas DiNapoli, New York State Comptroller seit 2007

Der New York State Comptroller ist eine Position innerhalb der Regierung des US-Bundesstaates New York. Die Pflichten des jeweiligen Amtsinhabers umfassen die Wirtschaftsprüfung der Aktivitäten der Staatsregierung sowie die Leitung des staatlichen Pensionssystems. Er steht dem New York State Department of Audit and Control vor. In anderen Bundesstaaten wird dieses Amt als State Auditor bezeichnet; allerdings beinhaltet es in New York auch Funktionen des State Treasurer.

## Geschichte
Im Jahr 1776 berief der Provinzialkongress von New York erstmals einen Auditor General zur Abrechnung der öffentlichen Konten. Comfort Sands hatte dieses Amt zwischen dem 24. Juli 1776 und dem 23. März 1782 inne. Nach seinem Rücktritt schuf der Council of Appointment, eine Art Regierungsrat von New York, der zwischen 1777 und 1822 existierte, den Posten des Auditor, den Peter T. Curtenius ab dem 2. April 1782 ausübte. 1797 schließlich wurde die Behörde des State Comptroller von der New York State Legislature eingerichtet. Die Nominierung oblag dem Council of Appointment, wobei die Amtszeit ein Jahr betrug, eine Bestätigung für ein weiteres Jahr jedoch ohne Beschränkung möglich war. Als das Staatsparlament im Jahr 1800 die Bezüge des Comptroller von 3000 Dollar auf 2500 Dollar senkte, trat der erste Amtsinhaber, Samuel Jones, zurück.
Nach einer Verfassungsreform im Jahr 1821, die den Council of Appointment abschaffte, wurde der Comptroller in gemeinsamer Wahl von State Assembly und Staatssenat ermittelt. Die Amtszeit umfasste nun drei Jahre. 1846 fand erneut eine Verfassungsänderung statt, die das Amt öffentlich wählbar machte. Dabei wurde die Amtsdauer auf zwei Jahre reduziert, wobei die Wahl wie bei den anderen untergeordneten Regierungsmitgliedern jeweils in dem Jahr erfolgte, in dem nicht der Gouverneur gewählt wurde. Damit amtierte der Comptroller innerhalb seiner zweijährigen Tätigkeit jeweils ein Jahr unter dem vor ihm gewählten Gouverneur und ein Jahr unter dem nach ihm gewählten Gouverneur. Diese Praxis wurde 1895 abgeschafft, indem es einmalig eine dreijährige Amtszeit gab, ehe in der Folge sämtliche Mitglieder der Staatsregierung einschließlich des Gouverneurs an einem gemeinsamen Termin gewählt wurden.
1926 gingen die Pflichten des New York State Treasurer auf den State Comptroller über, der damit auch in Personalunion als Finanzminister des Staates New York fungiert. Seit 1938 beträgt die Amtszeit wie jene des Gouverneurs vier Jahre.

## Liste der Amtsinhaber
| Name                    | Amtszeit                            | Partei                |
| ----------------------- | ----------------------------------- | --------------------- |
| Samuel Jones            | 15. März 1797–12. März 1800         | parteilos             |
| John Vernon Henry       | 12. März 1800–10. August 1801       | Föderalist            |
| Elisha Jenkins          | 10. August 1801–16. März 1806       | Democratic Republican |
| Archibald McIntyre      | 26. März 1806–12. Februar 1821      | Democratic Republican |
| John Savage             | 12. Februar 1821–29. Januar 1823    | Democratic Republican |
| William Learned Marcy   | 13. Februar 1823–21. Januar 1829    | Democratic Republican |
| Silas Wright            | 27. Januar 1829–7. Januar 1833      | Demokrat              |
| Azariah Cutting Flagg   | 11. Januar 1833–4. Februar 1839     | Demokrat              |
| Bates Cooke             | 4. Februar 1839–Januar 1841         | Whig                  |
| John Allen Collier      | 27. Januar 1841–7. Februar 1842     | Whig                  |
| Azariah Cutting Flagg   | 7. Februar 1842–31. Dezember 1847   | Demokrat              |
| Millard Fillmore        | 1. Januar 1848–20. Februar 1849     | Whig                  |
| Washington Hunt         | 20. Februar 1849–18. Dezember 1850  | Whig                  |
| Philo Case Fuller       | 18. Dezember 1850–31. Dezember 1851 | Whig                  |
| John Calvin Wright      | 1. Januar 1852–31. Dezember 1853    | Demokrat              |
| James Merrill Cook      | 1. Januar 1854–31. Dezember 1855    | Whig                  |
| Lorenzo Burrows         | 1. Januar 1856–31. Dezember 1857    | American Party        |
| Sanford Elias Church    | 1. Januar 1858–31. Dezember 1859    | Demokrat              |
| Robert Denniston        | 1. Januar 1860–31. Dezember 1861    | Republikaner          |
| Lucius Robinson         | 1. Januar 1862–31. Dezember 1865    | Unionist              |
| Thomas Hillhouse        | 1. Januar 1866–31. Dezember 1867    | Republikaner          |
| William Fitch Allen     | 1. Januar 1868–1. Juli 1870         | Demokrat              |
| Asher P. Nichols        | 1. Juli 1870–31. Dezember 1871      | Demokrat              |
| Nelson Kerr Hopkins     | 1. Januar 1872–31. Dezember 1875    | Republikaner          |
| Lucius Robinson         | 1. Januar 1876–31. Dezember 1876    | Demokrat              |
| Frederic Pepoon Olcott  | 1. Januar 1877–31. Dezember 1879    | Demokrat              |
| James Wolcott Wadsworth | 1. Januar 1880–31. Dezember 1881    | Republikaner          |
| Ira Davenport           | 1. Januar 1882–31. Dezember 1883    | Republikaner          |
| Alfred Clark Chapin     | 1. Januar 1884–31. Dezember 1887    | Demokrat              |
| Edward Wemple           | 1. Januar 1888–31. Dezember 1891    | Demokrat              |
| Frank Campbell          | 1. Januar 1892–31. Dezember 1893    | Demokrat              |
| James Arthur Roberts    | 1. Januar 1894–31. Dezember 1898    | Republikaner          |
| William James Morgan    | 1. Januar 1899–5. September 1900    | Republikaner          |
| Theodore P. Gilman      | 5. September 1900–31. Dezember 1900 | Republikaner          |
| Erastus Cole Knight     | 1. Januar 1901–28. Dezember 1901    | Republikaner          |
| Nathan Lewis Miller     | 30. Dezember 1901–November 1903     | Republikaner          |
| Otto Goodell Kelsey     | 12. November 1903–2. Mai 1906       | Republikaner          |
| William C. Wilson       | 2. Mai 1906–31. Dezember 1906       | Republikaner          |
| Martin Henry Glynn      | 1. Januar 1907–31. Dezember 1908    | Demokrat              |
| Charles Henry Gaus      | 1. Januar 1909–31. Oktober 1909     | Republikaner          |
| Otto Goodell Kelsey     | 31. Oktober 1909–11. November 1909  | Republikaner          |
| Myron Clark Williams    | 11. November 1909–31. Dezember 1910 | Republikaner          |
| William Sohmer          | 1. Januar 1911–31. Dezember 1914    | Demokrat              |
| Eugene Mabbett Travis   | 1. Januar 1915–31. Dezember 1920    | Republikaner          |
| James Augustus Wendell  | 1. Januar 1921–10. Mai 1922         | Republikaner          |
| William J. Maier        | 10. Mai 1922–31. Dezember 1922      | Republikaner          |
| James Wheeler Fleming   | 1. Januar 1923–31. Dezember 1924    | Demokrat              |
| Vincent Bernard Murphy  | 1. Januar 1925–31. Dezember 1926    | Republikaner          |
| Morris Sawyer Tremaine  | 1. Januar 1927–12. Oktober 1941     | Demokrat              |
| Harry Douglas Yates     | 12. Oktober 1941–17. Oktober 1941   | Demokrat              |
| Joseph V. O’Leary       | 17. Oktober 1941–31. Dezember 1942  | American Labor Party  |
| Frank Charles Moore     | 1. Januar 1943–31. Dezember 1950    | Republikaner          |
| J. Raymond McGovern     | 1. Januar 1951–31. Dezember 1954    | Republikaner          |
| Arthur Levitt           | 1. Januar 1955–31. Dezember 1978    | Demokrat              |
| Edward VanBuren Regan   | 1. Januar 1979–7. Mai 1993          | Republikaner          |
| Herman Carl McCall      | 1993–31. Dezember 2002              | Demokrat              |
| Alan G. Hevesi          | 1. Januar 2003–22. Dezember 2006    | Demokrat              |
| Thomas Sanzillo         | 22. Dezember 2006–7. Februar 2007   | parteilos             |
| Thomas P. DiNapoli      | 7. Februar 2007–                    | Demokrat              |